# 영국의 유럽 연합 조약 제50조 발동
2017년 3월 29일, 영국은 유럽 연합 조약 제50조를 발동하여 일반적으로 브렉시트라고 알려진 회원국의 유럽 연합 탈퇴를 시작했다. 유럽 연합 조약에 따라 영국은 탈퇴 협상을 시작할 수 있도록 유럽 연합 탈퇴 의사를 유럽 연합 정상회의에 공식 통보했다.
유럽 연합 탈퇴 절차는 2016년 6월에 실시된 국민투표에서 52%가 영국의 탈퇴에 찬성하면서 시작되었다. 2016년 10월, 영국 총리인 테리사 메이는 유럽 연합 조약 제50조가 "2017년 1분기까지" 발동될 것이라고 발표했다. 2017년 1월 24일, 영국 대법원은 밀러 1차 판결에서 의회법의 승인 없이는 절차가 시작될 수 없으며, 스코틀랜드 정부의 이양 관련 주장에 대해 만장일치로 기각 판결을 내렸다. 그 결과, 총리가 유럽 연합 조약 제50조를 발동할 권한을 부여하는 2017년 유럽 연합 (탈퇴 통지)법이 2017년 3월에 제정되었다.
유럽 연합 조약 제50조의 발동은 2017년 3월 29일에 이루어졌는데, 당시 팀 배로, 유럽 연합 주재 영국 상임대표가 총리가 서명한 서한을 브뤼셀에 있는 유럽 연합 정상회의 상임의장 도날트 투스크에게 직접 전달했다. 이 서한에는 영국이 유럽 원자력 공동체(EAEC 또는 유라톰)에서 탈퇴하려는 의사도 포함되어 있었다. 이는 영국이 2019년 3월 29일 브뤼셀 시간 (UTC+1) 기준으로 2019년 3월 29일 영국 시간으로 23:00에 유럽 연합 회원국 자격을 상실할 예정이었음을 의미한다. 이는 영국 의회에게, 특히 영국 하원에서 탈퇴 조건에 대한 합의 거부를 재고할 시간을 주기 위해 2주 연장되었다. 영국은 2019년 4월 12일 말 (자정 중앙유럽 일광 절약 시간대; 23:00 영국 일광 절약 시간대) 유럽 연합을 떠날 예정이었으나, 4월 10일 유럽 연합 정상회의에서 논의 후 2019년 10월 31일까지 추가 "유연한" 연장이 허용되었다. 2019년 10월 또 다른 연장과 후속 협상 끝에, 2019년 10월 말 탈퇴 협정이 협상되었고 2020년 1월 양측이 비준했다. 그 결과, 영국은 2020년 1월 31일 23:00에 유럽 연합을 떠나 전환 기간에 들어섰다.

## 배경
유럽 연합 조약 제50조의 첫 번째 발동은 2016년 영국의 유럽 연합 회원국 국민투표에서 탈퇴 표가 나온 후 영국에 의해 이루어졌다.
데이비드 캐머런은 2016년 6월에 사임하면서 다음 총리가 유럽 연합 조약 제50조를 발동하고 유럽 연합과의 협상을 시작해야 한다고 밝혔다.
유럽 연합 조약 제50조 발동 당시 영국은 1973년 1월 1일 가입 이후 약 44년 동안 유럽의 공동체/유럽 연합의 정식 회원국이었다.

## 발동에 대한 견해

### 유럽 연합 조약 제50조 발동의 필요성
영국 정부는 탈퇴 표결이 두 번째 투표가 아닌 탈퇴로 이어질 것으로 예상한다고 밝혔다. 국민투표 전에 배포된 안내문에서 영국 정부는 "이것은 여러분의 결정이다. 정부는 여러분이 결정한 것을 이행할 것이다"라고 명시했다.
캐머런은 캠페인 기간 동안 탈퇴가 승리할 경우 즉시 유럽 연합 조약 제50조를 발동할 것이라고 말했지만, 공무원들에게 어떤 비상 계획도 세우는 것을 허용하지 않았으며, 이는 외무선택위원회가 나중에 "심각한 과실 행위"라고 묘사했다.
2011년 의회 선거제 및 선거구법이 국민투표 결과에 의해 승인될 경우에만 효력을 발휘하는 "대안 투표" 시스템에 대한 조항을 포함했던 것과는 달리, 2015년 유럽 연합 국민투표법은 추가적인 의회법 승인 없이 정부가 합법적으로 유럽 연합 조약 제50조를 발동할 수 있다고 명시하지 않았다.
국민투표 결과 발표 후, 캐머런은 보수당 (영국) 전당대회 전에 10월까지 사임할 것이며, 새로 취임할 총리가 유럽 연합 조약 제50조를 발동할 것이라고 발표했다. 그는 "유럽 연합과의 협상은 새로운 총리 체제 하에서 시작되어야 할 것이며, 새로운 총리가 유럽 연합 조약 제50조를 발동하고 유럽 연합을 떠나는 공식적이고 법적인 절차를 시작할 시기를 결정하는 것이 옳다고 생각한다"라고 말했다.
법원 소송 후, 정부는 2017년 유럽 연합 (탈퇴 통지)법으로 통과된 법안을 제출했다.

### 유럽 연합 조약 제50조 절차
유럽 연합 조약 제50조는 회원국이 유럽 연합 정상회의에 통보할 수 있는 발동 절차를 제공하며, 최대 2년의 협상 기간이 있고 그 후에는 해당 회원국에 대해 조약이 적용되지 않지만, 가중다수결에 의해 탈퇴 협정이 합의될 수 있다. 이 경우, 남은 유럽 연합 회원국 20개와 총인구의 65%를 합한 인구가 이 협정에 동의해야 한다. 유럽 연합 이사회가 연장에 만장일치로 동의하지 않는 한, 해당 조항에 따라 영국이 탈퇴하는 시기는 국가가 유럽 연합에 공식 통보한 지 2년이 되는 강제 기간의 끝이다. 새로운 협정은 강제 2년 기간 동안 협상될 것으로 가정되지만, 협정이 반드시 체결되어야 한다는 법적 요구 사항은 없다. 새로운 무역 협정과 같은 일부 측면은 영국이 유럽 연합을 공식적으로 떠난 후에야 협상하기 어려울 수 있다.

### 회원국 조건 재협상
유럽 연합 조약 제50조를 발동한 후의 협상은 향후 회원국의 조건을 재협상하는 데 사용될 수 없는데, 이는 유럽 연합 조약 제50조가 탈퇴 결정을 철회하는 법적 근거를 제공하지 않기 때문이다.
반면에, 헌법 전문가이자 은퇴한 독일 연방헌법재판소 판사인 우도 디 파비오는 다음과 같이 말했다.
- 리스본 조약 (2007년)은 탈퇴 국가가 탈퇴 신청을 철회하는 것을 금지하지 않는다. 왜냐하면 조약법에 관한 빈 협약은 초기 통지 절차, 일종의 통지 기간을 규정하기 때문이다. 통지 세부 사항을 명시하지 않고 합의된 국제법상 계약 [리스본 조약과 같은]이 효과적으로 취소되려면, 12개월 전에 그렇게 하려는 의사가 표현되어야 한다. 이 문제에서는 기존 합의 및 국제 기구를 보존하는 원칙이 존재한다. 이러한 관점에서, 탈퇴 의사 표명 자체가 유럽 연합법상 취소 통지가 아닐 것이다.
- 친유럽 연합 지역 [런던, 스코틀랜드 또는 북아일랜드]과의 유럽 연합 기관의 개별 협상은 리스본 조약을 위반하는 것이다. 리스본 조약에 따르면 회원국의 무결성은 명시적으로 보호된다.

2016년 2월 유럽 의회에 대한 브리핑 노트는 유럽 연합에서 탈퇴하면 탈퇴하는 국가에서 유럽 연합 조약의 적용이 종료되지만, 이전에 유럽 연합법을 시행하거나 이행하기 위해 채택된 국내법은 수정 또는 폐지될 때까지 유효하며, 탈퇴 협정은 유럽 연합 재정 프로그램의 단계적 폐지를 다루어야 한다고 명시했다. 이 노트는 유럽 연합에서 탈퇴하는 회원국은 유럽 연합의 독점적 역량 분야에서 자체적인 새로운 법률을 제정해야 하며, 이전 회원국과 유럽 연합 간의 미래 관계가 있다면 탈퇴하는 국가의 완전한 고립은 불가능하지만, 탈퇴 협정은 유럽 연합 시민권에서 파생되는 권리와 탈퇴가 그렇지 않으면 소멸시킬 유럽 연합법에서 파생되는 기타 권리에 대한 전환 규정을 가질 수 있다고 언급했다. 공동 어업 정책은 유럽 연합에 유보된 독점적 권한 중 하나이며, 다른 권한은 관세 동맹, 경쟁 규칙, 통화 정책 및 국제 협정 체결에 관한 것이다.
2016년 3월 상원의 선택위원회에 대한 구두 증언에서 법률 전문가 중 한 명인 데이비드 에드워드는 유럽 연합 조약 제50조의 독일어 텍스트가 영국과 유럽 연합 간의 미래 관계 구조가 탈퇴가 발생하는 시점에 이미 확립될 것임을 의미할 수 있으며, 이는 "유럽 연합은 탈퇴하는 국가와 탈퇴 협정을 협상하고 체결하며, 유럽 연합과의 미래 관계의 틀을 고려한다"는 영어 텍스트와는 다른 것으로 해석될 수 있다고 밝혔다.

### 천천히 진행해야 한다는 주장
세계 연금 협의회(WPC)의 니콜라 J. 피르즐리는 2016년 7월에 앞으로 몇 달 동안 천천히 진행하는 것이 영국의 국익에 부합할 수 있다고 주장했다. 영국 정부는 유럽 연합 조약 제50조를 발동하기 전에 브뤼셀이 자유 무역 협정의 원칙을 받아들이도록 압력을 가하고, 영국 경제와 강하게 연결된 다른 회원국들의 지지를 얻어 "과도한 관료적 부담 없이 상품과 서비스의 자유 무역, 현대적인 반독점법, 더 강력한 외부 국경에 집중하며 나머지는 회원국에 맡기는 더 민첩한 연합을 허용"하기를 원할 수 있다고 주장했다.
메이는 유럽 연합과의 논의가 2016년에는 시작되지 않을 것이라고 확인했다. 그녀는 "건설적인 정신으로... 유럽 연합 정상회의와 협력하여 이를 합리적이고 질서 있는 탈퇴로 만들고 싶다"며 "우리 모두는 이러한 협상에 대비할 시간이 필요하며, 우리의 목표가 명확해질 때까지 영국은 유럽 연합 조약 제50조를 발동하지 않을 것"이라고 말했다. 7월 20일 메이와의 공동 기자회견에서 독일의 총리 앙겔라 메르켈은 이 점에 대해 영국의 입장을 지지하며 "우리 모두는 이 문제가 신중하게 준비되고, 입장이 명확하게 정의되고 구분되는 데 관심이 있다. 이를 위해 특정 시간을 할애하는 것이 절대적으로 필요하다고 생각한다"라고 말했다.

### 스코틀랜드 의회
2017년 2월, 스코틀랜드 의회는 압도적인 다수결로 유럽 연합 조약 제50조 발동에 반대했다. 영국 정부가 그럼에도 불구하고 유럽 연합 조약 제50조를 발동하기로 결정한 후, 스코틀랜드 정부는 의회에서 69대 59로 2차 스코틀랜드 독립 국민투표를 추진할 권한을 공식적으로 부여받았다.

## 사전 통보 협상
영국 정부가 유럽 연합 조약 제50조를 발동하기 전까지 영국은 유럽 연합의 회원국으로 남아 있었고, 향후 가능한 협정을 포함한 모든 유럽 연합 관련 조약을 계속 이행해야 했으며, 법적으로 회원국으로 대우받았다. 유럽 연합은 유럽 연합 조약 제50조가 발동되지 않고 영국이 유럽 연합법을 위반하지 않는 한 영국 또는 어떤 회원국도 배제할 틀이 없다. 그러나 영국이 유럽 연합법을 심각하게 위반할 경우, 유럽 연합의 근본 원칙을 위반한 국가의 회원국 자격을 취소할 수 있는 유럽 연합 조약 제7조, 이른바 "핵 옵션"을 통해 영국을 유럽 연합에서 퇴출시킬 수 있는 법적 수단이 있었다. 이는 통과하기 어려운 시험이다. 유럽 연합 조약 제7조는 강제적인 회원국 취소를 허용하지 않고, 단지 자유 무역, 거주 이전의 자유 및 투표권과 같은 권리 박탈만을 허용한다.
2016년 6월 다른 국가들의 정상회의에서 지도자들은 영국이 유럽 연합 조약 제50조를 공식적으로 발동하기 전에는 어떤 협상도 시작하지 않기로 결정했다. 이에 따라 유럽 연합 집행위원장 장클로드 융커는 유럽 연합 집행위원회 모든 위원들에게 브렉시트와 관련하여 영국 당사자들과 어떤 종류의 접촉도 하지 말 것을 지시했다. 다양한 종류의 언론 발표는 여전히 발생했다. 예를 들어, 2016년 6월 29일 투스크는 영국이 상품, 자본, 서비스, 인력의 네 가지 자유를 수용하지 않으면 유럽 단일 시장에 접근할 수 없을 것이라고 통보했다. 메르켈은 "우리는 협상이 체리 피킹 원칙에 따라 이루어지지 않도록 할 것"이라고 말했다. "어떤 국가가 유럽 연합 가족의 일원이 되고 싶은지 아닌지 눈에 띄는 차이가 있어야 하고, 또 있을 것이다."
영국과 비유럽 연합 국가 간의 무역 협정을 체결하고 연장하기 위해 테리사 메이가 2016년 7월 13일 취임 직후 영국 국제무역부가 설립되었다. 2017년 2월 현재 국제무역부는 약 200명의 무역 협상가들을 고용하고 있으며 리엄 폭스, 국제무역부 장관이 감독하고 있다.

## 협상 주제
유럽 연합 조약 제50조가 발동된 이후, 영국은 유럽 연합과 유럽 연합에 거주하는 120만 명의 영국 시민권자와 영국에 거주하는 320만 명의 유럽 연합 국민의 지위에 대해 협상할 것이다. 이민, 자유 무역, 거주 이전의 자유, 아일랜드 국경, 정보 공유 및 금융 서비스와 관련된 문제도 논의될 예정이다.

## 절차

### 초기 추측
국민투표 기간 동안 데이비드 캐머런은 "영국 국민이 탈퇴에 투표한다면, [그들은] [유럽 연합 조약 제50조 발동을] 즉시 시작할 것이라고 당연히 기대할 것"이라고 말했다. 그러나 그는 국민투표 결과 발표 당일 아침에 즉시 그렇게 하지 않을 것이라고 말했다. 유럽 회의주의 의원들은 협상 입장을 평가하기 위해 신중을 기할 것을 요구했고 제러미 코빈은 즉시 발동을 요구했다. 2016년 6월 27일 회의에서 내각은 고위 보수당원인 올리버 레트윈이 이끄는 공무원 조직을 설립하기로 결정했으며, 이 조직은 "새로운 총리와 새로운 내각에 선택권과 조언을 제공하기 위해 처리해야 할 문제에 대해 집중적으로 작업"을 진행할 것이다.

### 보수당 대표 선거
캐머런은 유럽 연합 조약 제50조를 발동하는 대신 총리직에서 사임하고, 후임자에게 발동 시기를 맡겼다. 영국에서는 발동이 지연될 것이라는 추측이 있었고, 2016년 7월 유럽 연합 집행위원회는 유럽 연합 조약 제50조 통지가 2017년 9월 이전에는 이루어지지 않을 것이라고 믿었다.
국민투표 결과 발표 후, 캐머런은 10월 보수당 전당대회 전에 사임할 것이며, 새로 취임할 총리가 유럽 연합 조약 제50조를 발동할 것이라고 발표했다.
유럽 연합과의 협상은 새로운 총리 체제 하에서 시작되어야 할 것이며, 새로운 총리가 유럽 연합 조약 제50조를 발동하고 유럽 연합을 떠나는 공식적이고 법적인 절차를 시작할 시기를 결정하는 것이 옳다고 생각한다.

캐머런은 후임 총리가 유럽 연합 조약 제50조를 발동하고 유럽 연합과의 협상을 시작해야 한다고 분명히 밝혔다. 보수당 (영국) 대표 선거 후보들 사이에는 발동 시기에 대한 이견이 있었다. 메이는 유럽 연합 조약 제50조를 발동하기 전에 영국이 명확한 협상 입장을 가져야 하며, 2016년에는 발동하지 않을 것이라고 말한 반면, 안드레아 리드섬은 가능한 한 빨리 발동할 것이라고 말했다.

### 유럽 연합의 견해
유럽 연합 경제 문제 집행위원 피에르 모스코비치에 따르면 영국은 신속하게 진행해야 했다. 2016년 6월 그는 "해당 국가의 (유럽 연합) 탈퇴 의사가 통보되어야 한다. 따라서 (영국 총리 데이비드 캐머런)에게 신속하게 행동할 것을 요청하는 것"이라고 말했다. 또한, 2016년 6월 26일 나머지 유럽 연합 지도자들은 영국의 결정을 유감스럽지만 존중하며, 유럽 연합 조약 제50조에 따라 신속하게 진행할 것을 요구하는 공동 성명을 발표했다. 이 성명은 또한 다음과 같이 덧붙였다. "우리는 유럽 연합에서 영국의 탈퇴 조건과 관련하여 영국과의 협상을 신속하게 시작할 준비가 되어 있다. 이 협상 과정이 끝날 때까지 영국은 유럽 연합의 회원국으로 남아 있으며, 이로부터 파생되는 모든 권리와 의무를 갖는다. 영국이 비준한 조약에 따르면, 영국이 더 이상 회원국이 아닐 때까지 유럽 연합법은 영국에 완전하게 적용된다."
2016년 6월 28일에 통과된 유럽 의회 동의는 영국이 즉시 유럽 연합 조약 제50조를 발동하고 탈퇴 절차를 시작할 것을 요구했다. 유럽 연합이 해당 조항을 발동할 수 있는 메커니즘은 없다. 영국 정부가 유럽 연합 조약 제50조를 발동하지 않는 한 영국은 유럽 연합의 회원국으로 남아 있으며, 가능한 미래 협정을 포함한 모든 유럽 연합 관련 조약을 계속 이행해야 하며, 법적으로 회원국으로 대우받아야 한다. 유럽 연합은 유럽 연합 조약 제50조가 발동되지 않고 영국이 유럽 연합법을 위반하지 않는 한 영국을 배제할 틀이 없다. 그러나 영국이 유럽 연합법을 심각하게 위반할 경우, 유럽 연합의 근본 원칙을 위반한 국가의 회원국 자격을 취소할 수 있는 법적 조항이 있지만, 이는 통과하기 어려운 시험이다. 이들은 강제적인 회원국 취소를 허용하지 않고, 단지 자유 무역, 거주 이전의 자유 및 투표권과 같은 권리 박탈만을 허용한다.
메이는 유럽 연합과의 논의가 2016년에는 시작되지 않을 것이라고 분명히 했다. 그녀는 "건설적인 정신으로... 유럽 연합 정상회의와 협력하여 이를 합리적이고 질서 있는 탈퇴로 만들고 싶다"며 "우리 모두는 이러한 협상에 대비할 시간이 필요하며, 우리의 목표가 명확해질 때까지 영국은 유럽 연합 조약 제50조를 발동하지 않을 것"이라고 말했다. 2016년 7월 20일 메이와의 공동 기자회견에서 메르켈은 이 점에 대해 영국의 입장을 지지하며 "우리 모두는 이 문제가 신중하게 준비되고, 입장이 명확하게 정의되고 구분되는 데 관심이 있다. 이를 위해 특정 시간을 할애하는 것이 절대적으로 필요하다고 생각한다"라고 말했다.

### 밀러 사건
대법원은 밀러 사건에서 유럽 연합 조약 제50조 발동을 승인하려면 명시적인 의회법이 필요하다고 판결했다.
영국의 헌법은 성문화되지 않았으며 관습과 법적 선례에 따라 운영된다. 이 문제는 선례가 없으므로 법적 입장이 불분명하다고 여겨졌다. 정부는 국민투표 결과를 법제화하기 위한 대권 행사(원문: prerogative powers)가 헌법적으로 적절하며 국내법과 일치한다고 주장했지만, 반대 의견은 대권이 이전에 의회에서 확립된 권리를 무효화하는 데 사용될 수 없다는 것이었다.
"저는 영국 국민의 민주적 결정을 이행하기 위해 이 글을 씁니다. 저는 유럽 연합 조약 제50조(2)에 따라 유럽 연합 탈퇴 의사를 유럽 연합 정상회의에 통보합니다. 또한, 유럽 원자력 공동체 설립 조약 제106a조에 따라 적용되는 동일한 제50조(2)에 따라, 저는 유럽 원자력 공동체에서 영국의 탈퇴 의사를 유럽 연합 정상회의에 통보합니다. 따라서 이 서한에서 유럽 연합에 대한 언급은 유럽 원자력 공동체에 대한 언급을 포함하는 것으로 간주되어야 합니다."
세 개의 다른 시민 단체들 – 하나는 크라우드 펀딩으로 지원받음 – 은 정부의 법 해석에 이의를 제기하기 위해 고등법원 (영국)에 소송을 제기했다.
2016년 10월 13일, 고등법원은 개시 변론을 심리하기 시작했다. 정부는 법원이 [영국 정부]가 그러한 통지를 합법적으로 발부할 수 없다는 선언을 하는 것은 헌법적으로 허용될 수 없다고 주장했다. 정부는 그러한 선언이 의회 절차를 침해할 것이라고 진술했다. 법원은 이전에 리스본 조약의 유효성에 대한 이의 제기를 기각하면서 2008년 유럽 연합 (개정)법 통과 후 국민투표 없이 판결을 내린 바 있다. 원고측의 소송 개시 변론에서 패닉 경 퀸즈 카운셀러는 이 사건이 "행정부 권한의 한계에 관한 근본적인 헌법적 중요성을 제기한다"고 법원에 진술했다. 그는 메이 여사가 1972년 유럽 공동체법에 의해 확립된 권리를 제거하기 위해 왕실 특권적 권한을 사용할 수 없다고 주장했다. 왜냐하면 그러한 법적 권리를 유지할지 여부는 의회가 결정할 문제였기 때문이다.
2016년 11월 3일, 고등법원은 R (밀러) 대 유럽 연합 탈퇴 국무장관 사건에서 유럽 연합 조약 제50조를 발동할지 여부 또는 언제 발동할지는 의회만이 결정할 수 있다고 판결했다. 정부의 영국 대법원 상고는 2016년 12월 5일부터 8일까지 진행되었다. 2017년 1월 24일, 대법원은 하급 법원의 결정을 8대 3으로 확정하면서 유럽 연합 조약 제50조 발동은 의회법에 의해서만 가능하다고 선언했다. 이 사건은 외교 문제에서 왕실 특권의 범위를 결정하는 데 헌법적 중요성을 갖는 것으로 여겨졌다. 대법원은 또한 스코틀랜드, 웨일스, 북아일랜드의 이양 입법부가 이 법에 대한 법적 거부권이 없다고 판결했다.

### 기타 법원 소송
2017년 2월, 고등법원은 영국과 유럽 경제 지역의 연관성에 대한 몇몇 사람들의 주장을 기각했다. 그러나 탈퇴 통지에 대한 이의 제기는 스코틀랜드 법원과 유럽 사법재판소에서 계속되고 있다(아래 "철회 가능성" 참조).

### 영국 의회
2016년 10월 2일, 메이는 2017년 3월 말까지 유럽 연합 조약 제50조를 발동할 의사가 있다고 발표했으며, 이는 영국이 2019년 3월 말까지 유럽 연합을 떠날 예정임을 의미한다.
2016년 12월 7일, 영국 하원은 2017년 3월 31일까지 유럽 연합 조약 제50조 발동을 지지하는 법적 구속력 없는 동의안을 승인했다.
영국 대법원 판결의 직접적인 결과로, 하원은 384표(498대 114)의 과반수로 2017년 유럽 연합 (탈퇴 통지)법의 2차 독회를 승인하여 총리가 조건 없이 유럽 연합 조약 제50조를 발동할 수 있도록 했다.
2017년 3월 7일, 법안은 두 가지 수정안과 함께 상원을 통과했다. 2017년 3월 13일 하원과 상원의 추가 투표 후, 이 두 가지 수정안은 법안의 일부가 되지 않아 법안은 수정 없이 최종 독회를 통과했으며 2017년 3월 16일 왕실 재가를 받았다.
유럽 연합 조약 제50조 발동은 영국 대법원의 명확한 판결에도 불구하고 영국 의회가 유럽 연합 탈퇴에 투표한 적이 없다는 근거로 영국 법원에서 이의가 제기되었다. 캠페인 지지자들은 국민투표 결과가 의회법으로 비준되지 않았으며, 이는 유럽 연합 조약 제50조 발동이 무효임을 의미한다고 주장한다.
데이비드 데이비스에 따르면, 2017년 유럽 연합 (탈퇴 통지)법을 발표하면서 다음과 같이 말했다. "이것은 영국이 유럽 연합을 떠나야 하는지, 혹은 어떻게 떠나야 하는지에 대한 법안이 아니다. 단지 의회가 이미 내려진 결정, 즉 이미 넘어선 되돌릴 수 없는 지점을 이행하기 위해 정부에 권한을 부여하는 것에 관한 것이다." 그는 이 법안이 "지난 6월 국민이 내린 결정을 존중하기 위한 과정의 시작"이라고 덧붙였다.

### 공식 통보
2016년 10월, 메이는 정부가 "2017년 1분기"까지 유럽 연합 조약 제50조를 발동할 것이라고 발표했다. 그녀는 2017년 3월 20일 월요일, 2017년 3월 29일 수요일에 영국이 유럽 연합 조약 제50조를 공식적으로 발동하여 그녀가 스스로 정한 기한을 지킬 것이라고 발표했다. 유럽 연합 조약 제50조 발동 서한은 2017년 3월 28일 메이 총리가 서명했으며, 3월 29일 영국 주재 유럽 연합 상임대표인 팀 배로우가 브뤼셀의 유럽 연합 정상회의 의장에게 직접 전달했다. 이 서한에는 영국이 유럽 원자력 공동체(EAEC 또는 유라톰)에서 탈퇴할 의사도 포함되어 있었다. 이에 대한 응답으로 3월 31일, 투스크는 다가오는 브렉시트 협상을 준비하기 위해 유럽 연합 지도자들에게 협상 지침 초안을 보냈다.

## 철회 가능성
영국의 유럽 연합 조약 제50조 발동이 철회될 수 있는지에 대해 다양한 견해가 표명되었다. 2018년 12월, 유럽 사법재판소는 Wightman v Secretary of State for Exiting the European Union 사건에서 유럽 연합 조약 제50조에 따라 탈퇴 통지를 한 국가가 통지를 철회할 수 있는 주권을 행사할 수 있다고 판결했다.
영국 정부 변호사들은 유럽 연합 조약 제50조 절차를 중단할 수 없다고 주장했다. 이 견해에 이의를 제기하는 아일랜드 법원 소송은 나중에 포기되었다. 커 경은 유럽 연합 조약 제50조 통지는 일방적으로 철회될 수 있다고 주장했다.
영국 변호사 휴 머서는 유럽 연합 조약 제50조가 발동되기 전에 다음과 같이 언급했다. "비록 유럽 연합 조약 제50조가 영국의 통지 철회를 위한 명시적인 조항을 포함하고 있지 않지만, 예를 들어 회원국 간의 성실한 협력 의무(유럽 연합 조약 제4조(3))를 근거로 영국이 신중한 숙고 끝에 유럽 연합 및 유럽 경제 지역(EEA)을 떠나는 것이 국익에 부합하지 않는다고 느낀다면, 유럽 연합 조약 제50조에 따른 통지는 철회될 수 있다고 분명히 주장할 수 있다."
미국 법학 교수 젠스 담만은 "회원국이 유럽 연합 회원 자격이 실제로 종료되는 순간까지 탈퇴 선언을 철회할 수 있도록 허용하는 강력한 정책적 이유가 있다"고 주장하며 "그러한 권리를 불문법의 문제로 인정하는 것을 정당화하는 설득력 있는 학문적 주장이 있다"고 덧붙인다.
유럽 연합 정치인들은 영국이 마음을 바꾼다면, 법의 기술적인 세부 사항과 상관없이 유럽 연합 조약 제50조를 철회할 수 있는 정치적 방안이 마련될 것이라고 확신한다고 말했다. 독일 재무장관 볼프강 쇼이블레에 따르면, "영국 정부는 브렉시트를 유지할 것이라고 말했다. 우리는 그 결정을 존중한다. 하지만 그들이 결정을 바꾸고 싶다면, 물론 열린 문을 발견할 것이다."
2017년 3월 29일, 유럽 연합 집행위원회는 "유럽 연합 조약 제50조를 발동하는 것은 영국에게 달려 있다. 그러나 일단 발동되면 일방적으로 철회할 수 없다. 통보는 되돌릴 수 없는 지점이다. 유럽 연합 조약 제50조는 통보의 일방적 철회를 규정하지 않는다"고 밝혔다. 마찬가지로 히 버르호프스타트가 이끄는 유럽 의회 브렉시트 위원회는 "([유럽 연합 조약 제50조에 의한] 통지 철회는 모든 EU27이 정한 조건에 따라야 하므로, 현재 영국의 회원국 자격 조건을 개선하려는 절차적 장치로 사용되거나 남용될 수 없다"고 밝혔다. 유럽 연합 시민권 및 헌법 문제 정책국은 철회 통지의 가설적인 권리는 이 목적에 유능한 유럽 연합 기관, 즉 유럽 사법재판소에 의해서만 조사되고 확인되거나 부정될 수 있다고 밝혔다.
그러나 2016년 7월 독일의 법학자 디 파비오는 국제법을 근거로 유럽 연합 조약 제50조 발동은 철회될 수 있다고 주장했다. "유럽 연합법에서 탈퇴 의사 표명은 그 자체가 탈퇴 통지가 아니며, 언제든지 그리고 적어도 조약이 적용 불가능해질 때까지 철회되거나 무효화될 수 있다."
2017년 10월, 런던의 유수 로펌인 매트릭스 챔버스의 변호사 제시카 시모어 퀸즈 카운셀러는 총리에게 정보의 자유 요청을 제출하여, 영국 정부가 2019년 3월 29일 이전 언제든지 유럽 연합 조약 제50조 신청을 철회할 수 있다고 명시된 법적 조언을 공개해달라고 요청했다. 그녀는 유럽 연합 조약 제50조가 탈퇴 의사 통지만을 규정하며, 그러한 의사는 실제 탈퇴 전 언제든지 변경될 수 있다고 주장한다.
2018년 2월, 스코틀랜드 정치인들의 초당적 단체가 크라우드 펀딩을 통해 제기한 통지 사법 심사 청원은 스코틀랜드 민사 법원에서 기각되었지만, 3월에 법원은 그 결정을 번복했다. 2018년 11월 20일, 영국 정부가 유럽 사법재판소(ECJ)의 심리를 막으려는 시도는 실패했으며, 2018년 11월 27일 ECJ는 법적 주장을 검토했다.
2018년 12월 4일, 유럽 사법재판소의 책임 법무관은 국가가 원한다면 실제 탈퇴 전에 간단한 통지로 유럽 연합 탈퇴를 일방적으로 취소할 수 있다는 예비 의견을 발표했다. 이는 유럽 사법재판소의 공식 판결은 아니지만, 법원의 최종 결정에 대한 좋은 징후로 여겨졌다. 12월 10일, 유럽 사법재판소는 철회 통지가 일방적으로 철회될 수 있다고 결정했다. 즉, 다른 유럽 연합 회원국들의 승인 없이도 해당 국가의 헌법적으로 확립된 절차에 따라 철회 결정이 내려진다면 가능하다. 이 사건은 이제 이 판결을 적용하기 위해 스코틀랜드 민사 법원으로 돌아간다. 영국 정부는 즉시 철회를 제안할 의사가 없음을 확인했다.

## 연장
유럽 연합 조약 제50조는 최대 2년의 협상 기간을 유럽 연합 정상회의와 해당 국가의 만장일치 결정으로 연장할 수 있도록 한다. 브렉시트의 경우 세 번 연장되었다.
- 첫 번째는 2019년 3월 22일이었고, 영국이 협정에 합의하지 않으면 브렉시트는 4월 12일까지, 영국이 4월 12일 이전에 협상된 협정에 동의하면 2019년 5월 22일까지 연기되었다.
- 두 번째는 2019년 4월 10일이었고, 브렉시트는 2019년 10월 31일까지 연기되었는데, 그 전에 영국은 협상된 협정에 동의하거나 그 전에 영국이 결정한 대로 해야 한다. 영국은 6월 1일 이후에도 남으려면 2019년 유럽 의회 선거(5월 23일)를 치러야 했고, 그렇게 했다. 연장 허용 조건 중 하나는 탈퇴 협정을 재개하거나 재협상하는 데 사용할 수 없다는 것이었다.[98]
- 세 번째 연장은 2019년 10월 말 수정된 탈퇴 협정이 협상된 후 발생했으며, 브렉시트는 2020년 1월 31일 UTC 23:00까지 연기되었다. 영국은 최종적으로 세 번째 연장에서 합의된 시간에 따라 유럽 연합을 떠났다.

## 같이 보기
- 유럽 연합 탈퇴
- 2016년 영국 유럽 연합 회원국 국민투표
- 브렉시트
- R (밀러) 대 유럽 연합 탈퇴 국무장관

## 내용주
1. ↑  유럽 연합 집행위원회나 고위 대표가 제안하지 않으므로, 합의가 통과되기 위해서는 유럽 연합 이사회에서 일반적인 55%가 아니라 남은 회원국 중 72%의 동의가 필요하다.[15]